# Cruzeiro do Sul (Rio Grande do Sul)
Cruzeiro do Sul est une municipalité brésilienne située dans l'État du Rio Grande do Sul.